# SoulO
SoulO è il primo album in studio da solista del cantautore statunitense Nick Lachey, pubblicato nel 2003.

## Tracce
1. Shut Up – 3:23
2. Let Go – 3:41
3. This I Swear – 4:33
4. Could You Love – 4:04
5. Carry On – 3:35
6. You're the Only Place – 4:47
7. Can't Stop Loving You – 3:34
8. Edge of Eternity – 3:59
9. It's Alright – 3:09
10. I Fall in Love Again – 4:01
11. Open Your Eyes – 4:11
12. On and On – 3:40